# The Babys
The Babys — британський рок-гурт, утворений у другій половині сімдесятих років. До складу гурту ввійшли: Джон Вейт (John Waite), 4.07.1955, Лондон, Велика Британія — вокал, бас; Майк Корбі (Mike Corby), 3.07.1955, Лондон, Велика Британія — клавішні, гітара; Волтер «Воллі» Стокер (Walter «Wally» Stocker), 27.03.1954, Лондон, Велика Бритаія — гітара та Тоні Брок (Tony Brock), 31.03.1954, Борнемот, Велика Британія — ударні.
Цей гурт ще на початку кар'єри супроводжував чималий успіх та гучна реклама, коли 1974 року їх було визнано музичною знахідкою, їх дебютний альбом «The Babys» пропонував витончену мішанку з попу та року у стилі The Raspberries, однак платівці бракувало оригінальності та виразності. Коли квартет було відсунуто на другий план британськими панк-гуртами, Babys вирішили пошукати вдачі у США. Незабаром після запису лонгплея «Head First», Корбі залишив групу, а на його місце прийшов Джонатан Кейн (Jonathan Cain). Хоча сингли «Isn't It Time» та «І Think Of You» ввійшли до американського Тор 20, проте Babys залишились у тіні представників амбіційної розважальної музики, таких як Fleetwood Mac, Foreigner та Journey. Після розпаду гурту Вейт намагався зайнятись сольною діяльністю.

## Дискографія
- 1976: The Babys
- 1977: Broken Heart
- 1978: Head First
- 1980: Union Jacas
- 1980: On The Edge
- 1981: Anthology